# Precio sombra
Precio sombra, o precio social, o precio cuenta, es el precio de referencia que tendría un bien en condiciones de competencia perfecta, incluyendo los costos sociales además de los privados. Representa el costo oportunidad de producir o consumir un bien o servicio.
Un bien o servicio puede no tener un precio de mercado; sin embargo, siempre es posible asignarle un precio sombra, que permite hacer un análisis de costo-beneficio y cálculos de programación lineal.
Es el significado del multiplicador de Lagrange, el cual representa la variación de un objetivo dado cuando se cuenta con una unidad adicional de un cierto recurso limitado.
Por ejemplo, la "q" de Tobin en su forma neoclásica, es de hecho, un precio sombra.
Además cabe aclarar que el precio sombra también es uno de los estudios más importantes de la programación lineal cuando se trata del método simplex.